# Стефан Константинов
 Тази статия е за българския революционер.  За политика вижте Стефан Константинов (лекар).  
Стефан Константинов (Костадинов) Тодоров е български революционер и юрист, деец на Вътрешната македоно-одринска революционна организация.

## Биография
Стефан Константинов е роден през 1873 година в мелнишкото село Хотово. През 1892 година завършва четвъртия випуск на педагогическото отделение на Солунската българска мъжка гимназия, а през 1896 година - право в Софийския университет. Работи като учител, а по-късно и като адвокат в град Сяр. Деец е на Македонската организация и през 1897 година е делегат от Кочериновското дружество на Четвъртия македонски конгрес.
Влиза във ВМОРО и става член на Серския окръжен революционен комитет, чийто ръководител е от 1900 година. В 1901 година се жени за учителката Невена Панова. През същата година е подгонен от турските власти и бяга в Княжество България.
Член е на окръжния съд в Лом, Плевен и други. По време на Балканската война от 1912 - 1913 година е доброволец в Македоно-одринското опълчение.
През юни 1913 година по време на Междусъюзническата война е заловен от гърците и убит край град Сяр.
Стефан Константинов е по-голям брат на революционера Георги Константинов.